# (7174) Semois
(7174) Semois ist ein Asteroid des äußeren Hauptgürtels, der am 18. September 1988 vom belgischen Astronomen Henri Debehogne am La-Silla-Observatorium (IAU-Code 809) der Europäischen Südsternwarte in Chile entdeckt wurde.
Der Asteroid wurde am 13. November 2008 nach dem Fluss Semois benannt, der mit einer Länge von 210 Kilometern in den südlichen Ardennen in Arlon in der belgischen Provinz Luxemburg entspringt und im französischen Monthermé (Département Ardennes) in die Maas mündet.